# Steve Carr
Steve Carr là một nhà đạo diễn điện ảnh, đạo diễn video âm nhạc và nhà sản xuất điện ảnh.

## Danh sách phim điện ảnh
| - Next Friday (2000) - Bác sĩ thú y 2 (2001) - Daddy Day Care (2003) - Rebound (2005) - Are We Done Yet? (2007) - Paul Blart: Mall Cop (2009) - My Mother's Red Hat (2009) - 43 ngày kỳ quặc (2013, phân đoạn "The Proposition") - Đại ca học đường: Thời trung học dữ dội (2016) | - Mama's Boy - Joseph Henry - Are We Done Yet? - Santa Baby |